# Лизар
«Лизар» — рассказ русского писателя Викентия Викентьевича Вересаева, написан в 1899 году.

## Сюжет
Рассказчик в конце весны — начале лета, в канун Троицы, едет на телеге с возницей Лизаром вдоль реки Шелонь в Псковской губернии, любуясь бьющей ключом жизнью природы. Заехав к куме возницы в деревню Якоревку поменять лошадей да передохнуть — испить чаю на крыльце, за разговором узнаёт от Лизара, что по его разумению жить стали плохо оттого, что людей много стало — смертность низкая, а рождаемость высокая: войн нет, доктора людей лечат, да ещё и прививки делают от оспы, из-за акушеров много детей появляются на свет живыми. А земли у крестьян мало, работы в деревне нет, и в город на отхожие промыслы всем не уйти, — оттого и нужда. Потому Лизар наставляет снох своих сходить к доктору за каплями, что бы те не беременели. Выехав в ночь, снова оказавшись среди через край бившей кругом жизни — природы и гуляющих молодых крестьянских парочек, рассказчик смотря на Лизара с горечью видит человека, Царя природы… думающего о своём сокращении…

## О рассказе
Рассказ впервые опубликован в 1899 году в Санкт-Петербургской газете «Северный курьер», через год закрытой цензурой.
Рассказ вызвал много откликов, например, получил положительную оценку А. П. Чехова, советовавшего именно с него начинать знакомство с творчеством писателя:

Вы читаете теперь беллетристику, так вот почитайте кстати рассказы Вересаева. Начните с небольшого рассказа «Лизар». Мне кажется, что вы останетесь очень довольны.— из письма Чехова Суворину от 1 июля 1903 года
Критиками не раз отмечено, что это лучший рассказ в крестьянском цикле писателя, акцентировалось внимание на любовном описании автором родной русской природы, так литературовед А. А. Волков указывал, что в творчестве писателя этот рассказ — «особенно знаменателен», а И. М. Гейзер — «наиболее значителен».

«Лизар» и другие рассказы писателя этого периода строятся на резком противопоставлении ликующей жизни природы и придавленного социальными условиями «царя жизни» — человека. Этот композиционный прием наиболее последовательно выдержан в рассказе «Лизар».— История русской литературы конца XIX — начала XX века / А. Г Соколов. — Высшая школа, 1984. — 359 с. — стр. 54
По словам автора, рассказ имеет реальную основу — со слов своих друзей докторов — сельских и земских врачей и особенно от акушерок, он не раз слышал, что им часто приходится слышать просьбы крестьян о каплях для предотвращения беременности или умерщвлении плода.
Как указано в Краткой литературной энциклопедии — «в прекрасном очерке „Лизар“ рисуется власть денег над деревней» В рассказе «писатель с большим мастерством показывает безвыходное положение малоземельного крестьянства». При этом замечено, что хотя Лизар и не в том видит «корень зла» нищеты крестьянства, но сам факт его поиска, обсуждения с другими крестьянами, «стремление объяснить себе и окружающим причину бедности и разорения мужиков» — уже характерен, а неверный вывод лишь от недостатка образования. Отмечается, что писатель в ранних рассказах ещё не увидел в людях из народа, с их ограниченными выводами о социальной жизни, «роста личности».
В. И. Ленин в написанной в год издания рассказа своей работе «Развитие капитализма в России» процитировал его как иллюстрацию к бедственного положения крестьянства.